# Michael Gravgaard
Michael Gravgaard (ur. 3 kwietnia 1978 w Randers) – duński piłkarz, grający w barwach francuskiej drużyny FC Nantes. Filar defensywy drużyny z Nantes. Nosi numer 29 na koszulce. Będąc graczem FC København nazywany był przez kibiców Copenhagen Air Force.

## Życiorys
Urodził się w miasteczku Randers, w środkowej części Danii, gdzie w roku 1996 rozpoczynał karierę piłkarską w lokalnym klubie Randers Freja. W roku 1999 awansował ze swoją drużyną do pierwszej ligi. W lecie 2002 przeniósł się do drużyny Viborg FF. W trzech sezonach z drużyną Viborg FF wystąpił w 94 meczach, strzelając w nich 18 bramek. W czasie letniego okienka transferowego, w roku 2005 przeniósł się do najlepszego wtedy zespołu całej duńskiej SuperLigi – FC København. Grał tam przez trzy sezony, aż do czasu, kiedy 6 lipca 2008 odszedł do FC Nantes. Po rozegraniu czternastu spotkań w Ligue 1, wypożyczono go do niemieckiego Hamburgera SV.
W sierpniu 2005 roku znalazł miejsce w drużynie narodowej Danii. Zagrał w drugiej połowie meczu z drużyną Anglii, zmieniając Pera Nielsena. W tymże meczu strzelił bramkę na 3-0. (Mecz skończył się wygraną Danii 4-1). Pierwsze całe spotkanie rozegrał 7 września 2005 roku przeciwko Gruzji. W kolejnych meczach przeciwko Grecji oraz Kazachstanowi strzelił po jednej bramce.
Zanim trafił do Kopenhagi, grał m.in. w Spentrup IF, Randers FC oraz Viborg FF.